# Decretum Gelasianum
Das so genannte Decretum Gelasianum (de libris recipiendis et non recipiendis) oder Gelasianische Dekret (auch Decretum Damasianum) ist ein umfangreiches Dekret, das vor allem durch die darin enthaltenen Listen kanonischer bzw. apokrypher Bücher von Bedeutung ist. Es wurde traditionell Papst Gelasius I. (492–496) zugeschrieben, geht aber in Teilen auf Damasus I. zurück und ist in seiner Langfassung erst Ergebnis späterer Überarbeitungen des fünften oder sechsten Jahrhunderts. Das Decretum war seit dem Mittelalter in mehreren Fassungen sehr weit verbreitet und wurde in zahlreiche Kanones-Sammlungen aufgenommen.

## Gliederung und Datierung
Das Decretum Gelasianum besteht aus fünf Teilen:
1. Aussagen über die drei Personen Gottes (Trinität)
2. Liste kanonischer Bücher
3. Rangordnung der Patriarchensitze
4. Liste der anerkannten Synoden und Kirchenschriftsteller
5. Liste apokrypher Bücher

Nach einer 1794 von Faustino Arévalo aufgestellten Theorie entsprechen die ersten drei Teile den Beschlüssen eines 382 unter Papst Damasus I. abgehaltenen Konzils. Demnach wäre die im Decretum Gelasianum enthaltene Liste kanonischer Bücher die früheste überlieferte derartige Zusammenstellung offizieller Art. Ernst von Dobschütz zufolge hat das Decretum jedoch keinen offiziellen Charakter, sondern ist eine pseudonyme Schrift des 6. Jahrhunderts (zwischen 519 und 553). Heute folgt man für die Langfassung weitgehend den Schlüssen von Dobschützens, geht aber davon aus, dass die ersten drei Teile der Schrift auf Papst Damasus bzw. die Synode von 382 zurückgeführt werden können.

## Erster Teil: Abhandlung über Heiligen Geist und Namen Christi
Der erste Teil enthält Aussagen zur Dreieinigkeit, die einem römischen Konzil unter Papst Damasus I. zugeschrieben werden und mit großer Wahrscheinlichkeit auf diesen Papst zurückgehen (also nicht erst von Gelasius stammen).

## Zweiter Teil: Biblischer Kanon
Der zweite Teil besteht aus einer Aufzählung aller Bücher, die als Teil der Bibel gezählt werden sollen. Der Kanon entspricht weitgehend dem heutigen Kanon, im Falle des Alten Testaments entspricht er (bis auf die Anordnung) weitgehend dem heutigen Kanon der römisch-katholischen Kirche, enthält also einige Schriften, die in anderen Kirchen und im Judentum als apokryph bzw. deuterokanonisch gelten.

### Altes Testament
- Genesis
- Exodus
- Leviticus
- Numeri
- Deuteronomium
- Buch Josua
- Buch der Richter
- Buch Rut
- Vier Bücher der Könige (also 1. und 2. Buch Samuel, sowie 1. und 2. Buch der Könige)
- 1. und 2. Buch der Chronik
- Buch der Psalmen
- Drei Bücher Salomos:
  - Sprüche Salomos
  - Prediger Salomo
  - Hoheslied Salomos
- Weisheit Salomos
- Ecclesiasticus

Propheten
- Jesaja
- Jeremia mit den Cinoth, d. h. seinen Klageliedern
- Ezechiel
- Daniel
- Hosea
- Amos
- Micha
- Joel
- Obadja
- Jona
- Nahum
- Habakuk
- Zefanja
- Haggai
- Sacharja
- Maleachi

Geschichtsbücher
- Ijob
- Buch Tobit
- 1. Buch Esdras (heute Buch Nehemia) und 2. Buch Esdras (heute Buch Esra)
- Buch Ester
- Buch Judit
- 1. und 2. Buch der Makkabäer

### Neues Testament
Der Kanon umfasst 27 oder (in einem Teil der Textüberlieferung) 26 Bücher des Neuen Testaments und spiegelt die römische Praxis in der Entwicklung des biblischen Kanons. Die Liste beinhaltet die neutestamentlichen Schriften in folgender Reihenfolge: Zuerst die Evangelien nach Matthäus, Markus, Lukas, Johannes, dann die Apostelgeschichte (die jedoch in einem Teil der Textüberlieferung erst weiter unten nach der Offenbarung des Johannes genannt wird), dann vierzehn oder (in einem Teil der Textüberlieferung) dreizehn dem Apostel Paulus zugeschriebene Briefe, einschließlich Philemon und Hebräer, jedoch fehlt in einem Teil der Textüberlieferung der Zweite Korintherbrief, dann die Offenbarung des Johannes, und am Ende sieben weitere nicht dem Paulus zugeschriebene Briefe (zwei Petrusbriefe, Jakobusbrief, drei Johannesbriefe, Judasbrief). Damit hat der Kanon im Wesentlichen seine heutige Gestaltung erreicht.
- Vier Evangelien:
  - Matthäus
  - Markus
  - Lukas
  - Johannes
- Apostelgeschichte
- 14 bzw. 13 Briefe des Paulus:
  - Römer
  - 1. (und 2. Brief des Paulus an die Korinther)
  - Epheser
  - 1. und 2. Thessalonicher
  - Galater
  - Philipper
  - Kolosser
  - 1. und 2. Timotheus
  - Titus
  - Philemon
  - Hebräer
- Offenbarung des Johannes
- 1. und 2. Brief des Petrus
- Brief des Jakobus
- Brief des Johannes
- 1. und 2. Brief von Johannes dem Presbyter (heute 2. und 3. Brief des Johannes)
- Brief des Judas

## Dritter Teil: Vorrang des Römischen Stuhls
Dem römischen Stuhl wird der Primat gegenüber allen anderen Patriarchaten zuerkannt. Zunächst unter Verweis auf Mt 16,18  („tu es Petrus et super hanc petram aedificabo ecclesiam meam“), sodann mit der Begründung, dass Rom der Sitz der beiden Apostel Petrus und Paulus gewesen sei. Eine Notwendigkeit, diesen Primat mit einem Konzilsbeschluss zu begründen, wird ausdrücklich abgelehnt.
Weiterhin wird den Patriarchaten von Alexandrien und Antiochien eine besondere Würde an zweiter bzw. dritter Stelle nach Rom zuerkannt, Alexandrien als Sitz des Evangelisten Markus, Antiochia am Orontes als Sitz des Petrus, bevor er nach Rom ging, außerdem als der Ort, wo erstmals Christen als solche bezeichnet wurden.

## Vierter Teil: Liste der anerkannten Synoden und Kirchenschriftsteller
Ausdrücklich anerkannt werden die Beschlüsse folgender ökumenischer Konzilien:
- Erstes Konzil von Nicäa (325)
- Konzil von Ephesos (431)
- Konzil von Chalcedon (451)

Das erste Konzil von Konstantinopel (381) wird nicht aufgeführt.
Weiterhin werden die Schriften folgender Kirchenväter als von der Kirche angenommen bezeichnet:
- Cyprian von Karthago (200–258)
- Gregor von Nazianz (ca. 329–390)
- Basilius der Große (ca. 330–379)
- Johannes Chrysostomos (347–407)
- Theophilos von Alexandria († 412)
- Kyrill von Alexandria (ca. 378–444)
- Hilarius von Poitiers (ca. 315–367)
- Ambrosius von Mailand (339–397)
- Augustinus von Hippo (354–430)
- Hieronymus (347–420)
- Prosper Tiro von Aquitanien (390–455)

Wie man sieht, folgt die Anordnung der Liste weitgehend chronologisch den Lebensdaten.
Dieser Liste kirchenväterlicher Schriften folgt eine Liste ebenfalls anerkannter einzelner Werke bzw. Werkgruppen. Es werden anerkannt:
- der Tomus ad Flavianum von Papst Leo an Flavianus von Konstantinopel, sofern deswegen keine Kontroversen auftreten,
- summarisch die Schriften der Kirchenväter, sofern sie nie vom Pfad der Orthodoxie abwichen,
- summarisch die Dekrete und Sendschreiben des römischen Stuhls,
- summarisch die zahlreichen Märtyrerakten mit einem gewissen Vorbehalt, unter Hinweis auf apokryphe Märtyrerakten wie des Cyricus und der Julitta (siehe Teil V),
- die Viten der Heiligen Paulus von Theben, Antonius und Hilarion von Gaza des Hieronymus,
- die anonyme Vita des Silvester I.,
- die Schriften über die Kreuzerfindung, die Auffindung des Haupts Johannes des Täufers und ähnliche Werke unter Hinweis auf Paulus („Prüft alles und behaltet das Gute!“ (1 Thess 5,21 EU)) mit Vorbehalt,
- von den Werken des Rufinus von Aquileia nur jene, die auch Hieronymus für unbedenklich hielt,
- ebenso von den Werken des Origenes jene, die Hieronymus für unbedenklich hielt,
- das Chronikon und die Kirchengeschichte des Eusebius von Caesarea mit Vorbehalt (muss nicht angelehnt werden),
- das Werk von Orosius mit besonderer Schätzung von dessen Historiae adversum Paganos,
- das Paschale Carmen des Sedulius, eine Nacherzählung der Evangelien von der Geburt Christi bis zur Himmelfahrt in Hexametern
- das Werk des Juvencus, vermutlich das Evangeliorum libri quattuor, ebenfalls eine Evangelienharmonie in Hexametern.

## Fünfter Teil: Liste der apokryphen Schriften
Dieser Teil ist der für die Forschung interessanteste Teil, wird hier doch eine ausführliche Liste apokrypher Schriften gegeben. Welche Schriften gemeint sind, ist teilweise umstritten, weil die Bezeichnungen ungenau sind und ein Vergleich mit der erhaltenen Überlieferung schwierig, in vielen Fällen sogar unmöglich ist. Die folgende Liste zitiert die lateinische Beschreibungen, wie sie im Decretum Gelasianum zu finden sind und gibt plausible Identifizierungen in Klammern an:
- Itinerarium nomine Petri apostoli, quod appellatur sancti Clementis libri numero novem (Pseudo-Klementinen)
- Actus nomine Andreae apostoli (Andreasakten)
- Actus nomine Thomae apostoli (Thomasakten)
- Actus nomine Petri apostoli (Petrusakten)
- Actus nomine Philippi apostoli (Philippusakten)
- Evangelium nomine Mathiae (Evangelium nach Matthias)
- Evangelium nomine Barnabae (Evangelium nach Barnabas)
- Evangelium nomine Iacobi minoris (Evangelium nach Jakobus dem Jüngeren)
- Evangelium nomine Petri apostoli (Evangelium des Petrus)
- Evangelium nomine Thomae quibus Manichei utuntur („Evangelium des Thomas, wie es von den Manichäern verwendet wird“)
- Evangelia nomine Bartholomaei (Bartholomäusevangelium)
- Evangelia nomine Andreae (Evangelium des Andreas)
- Evangelia quae falsavit Lucianus („Evangelium, gefälscht von Lucianus“; evtl. Lukian von Antiochia)
- Evangelia quae falsavit Hesychius („Evangelium, gefälscht von Hesychius“; evtl. Hesychios von Jerusalem)
- Liber de infantia salvatoris (Evangelium von der Kindheit des Erlösers)
- Liber de nativitate salvatoris et de Maria vel obstetrice („Buch von der Geburt des Erlösers und über Maria, auch ‚die Hebamme‘“)
- Liber qui appellatur Pastoris (Hirte des Hermas)
- Libri omnes quos fecit Leucius discipulus diabuli („Alle Bücher von Leucius, dem Schüler des Teufels“)
- Liber qui appellatur Fundamentum („Das Fundament“)
- Liber qui appellatur Thesaurus („Der Schatz“)
- Liber de filiabus Adae Leptogeneseos („Buch über die Töchter Adams“/„Kleine Genesis“; vermutlich das Buch der Jubiläen)
- Cento de Christo Virgilianis conpaginatus versibus („Cento über Christus, aus Versen Vergils zusammengefügt“)
- Liber qui appellatur Actus Theclae et Pauli (Paulusakten bzw. Akten des Paulus und der Thekla)
- Liber qui appellatur Nepotis („Buch, das dem Nepos zugeschrieben wird“)
- Liber Proverbiorum ab hereticis conscriptus et sancti Sixti nomine praesignatus (Sextussentenzen, siehe NHC XII,1)
- Revelatio quae appellatur Pauli (Visio Sancti Pauli)
- Revelatio quae appellatur Thomae (Offenbarung des Thomas)
- Revelatio quae appellatur Stephani (Offenbarung des Stephanus)
- Liber qui appellatur Transitus sanctae Mariae (Heimgang der heiligen Maria)
- Liber qui appellatur Paenitentia Adae (Buße Adams)
- Liber de Ogia nomine gigante qui post diluvium cum dracone ab hereticis pugnasse perhibetur („Buch über den Riesen Ogias, von dem die Häretiker behaupten, er habe nach der Sintflut mit dem Drachen gekämpft“; wird mit dem Gigantenbuch identifiziert)
- Liber qui appellatur Testamentum Iob („Testament Hiobs“)
- Liber qui appellatur Paenitentia Origenis („Buße des Origenes“)
- Liber qui appellatur Paenitentia sancti Cypriani („Buße des heiligen Cyprian“)
- Liber qui appellatur Paenitentia Iamne et Mambre („Buße Jannes und Jambres“)
- Liber qui appellatur Sortes apostolorum („Lose der Apostel“)
- Liber qui appellatur Lusa apostolorum („Spiele der Apostel“)
- Liber qui appellatur Canones apostolorum (Die Canones Apostolorum)
- Liber Physiologus ab hereticis conscriptus et beati Ambrosii nomine praesignatus („Physiologus, von Häretikern zusammengeschrieben und dem seligen Ambrosius zugeschrieben“)
- Historia Eusebii Pamphili („Geschichte des Eusebius Pamphilius“, d. h. Geschichtswerke des Eusebius von Caesarea, mit Ausnahme von Chronikon und Kirchengeschichte, siehe Teil IV)
- opuscula Tertulliani (Werke des Tertullian)
- opuscula Lactantii sive Firmiani (Werke des Lactantius)
- opuscula Postumiani et Galli (Werke des Postumian und des Gallus)
- opuscula Montani, Priscillae et Maximillae („Werke des Montanus, der Priscilla und der Maximilla“, also die Bücher der Montanisten)
- opuscula Fausti Manichei („Werke des Manichäers Faustus“)
- opuscula Commodiani („Werke des Commodian“)
- opuscula alterius Clementis Alexandrini (Werke des Clemens von Alexandrien)
- opuscula Thascii Cypriani (Werke des Thascius Cyprian)
- opuscula Arnobii (Werke von Arnobius dem Jüngeren)
- opuscula Tichonii (Werke des Tyconius)
- opuscula Cassiani presbyteri Galliarum (Werke des Johannes Cassianus)
- opuscula Victorini Petabionensis (Werke des Victorinus von Poetovio)
- opuscula Fausti Regiensis Galliarum (Werke des Faustus von Reji)
- opuscula Frumentii Caeci (Werke des Frumentius Caecus)
- Centonem de Christo virgilianis conpaginatum versibus (offenbar ein Duplikat; siehe oben)
- Epistula Iesu ad Abgarum (Brief Jesu an Abgar; siehe Abgar V.)
- Epistula Abgari ad Iesum (Brief von Abgar an Jesus; siehe Abgar V.)
- Passio Cyrici et Iulittae (Märtyrerakten des Cyricus und der Julitta)
- Passio Georgii (Märtyrerakten des Georg)
- Scriptura quae appellatur Salomonis Interdictio („Schrift, welche Verbot Salomos heißt“)
- Phylacterua omnia quae non angelorum, ut illi configunt, sed daemonum magis nominibus conscripta sunt („Alle Amulette, welche nicht, wie jene erdichten, im Namen der Engel, sondern vielmehr der Dämonen zusammengeschrieben sind“)

Darüber hinaus wird der Bannfluch noch geschleudert auf:
Dieses und das, was ihm ähnlich ist, was Simon Magus, Nikolaus, Kerinth, Markion, Basilides, Ebion, Paul von Samosata, Photin und Bonosus, die an ähnlichem Irrtum krankten, auch Montanus mit seinen ekelhaften Anhängern, Apollinaris, Valentinus der Manichäer, Faustus der Afrikaner, Sabellius, Arius, Macedonius, Eunomius, Novatus, Sabbatius, Calistus, Donatus, Eustatius, Iovianus, Pelagius, Iulianus von Eclanum, Caelestius, Maximian, Priscillian aus Spanien, Nestorius von Konstantinopel, Maximus der Kyniker, Lampetius, Dioscur, Eutyches, Petrus und der andere Petrus, von denen der eine Alexandrien, der andere Antiochien befleckte, Acacius von Konstantinopel mit ihren Genossen, und was auch alle Schüler der Häresie und der Häresien oder Schismatiker gelehrt haben oder zusammengeschrieben haben, deren Namen wir kaum behalten haben, das bekennen wir, daß es nicht nur verworfen sei, sondern von der ganzen römischen katholischen und apostolischen Kirche ausgeschlossen sei und mit seinen Verfassern und den Anhängern der Verfasser unter der unlöslichen Fessel des Anathema in Ewigkeit verdammt sei.

## Edition
- Ernst von Dobschütz: Das Decretum Gelasianum de libris recipiendis et non recipiendis (= Texte und Untersuchungen zur Geschichte der altchristlichen Literatur. Band 38). Hinrichs, Leipzig 1912 (archive.org). [Bis heute maßgebliche kritische Ausgabe.]